# Distrito electoral federal 4 de Zacatecas
El IV Distrito Electoral Federal de Zacatecas es uno de los 300 Distritos Electorales en los que se encuentra dividido el territorio de México para la elección de diputados federales y uno de los 4 en los que se divide el estado de Zacatecas. Su cabecera es la ciudad de Guadalupe.
El Cuarto Distrito Electoral de Zacatecas está formado por los municipios del sureste del estado, siendo estos los de General Pánfilo Natera, Guadalupe, Noria de Ángeles, Pinos, Trancoso, Villa García, Villa González Ortega y Villa Hidalgo.

## Distritaciones anteriores

### Distritación 1996 - 2005
Entre 1996 y 2005 la integración del Distrito 4 de Zacatecas era idéntica a la actual.

## Diputados por el distrito
- XVII Legislatura
  - (1894 - 1896): Gregorio Aldasoro
- XVIII Legislatura
  - (1896 - 1898): Gregorio Aldasoro
- XIX Legislatura
  - (1898 - 1900): Gregorio Aldasoro
- XX Legislatura
  - (1900 - 1902): Gregorio Aldasoro
- XXI Legislatura
  - (1902 - 1904): Agustín Lozano
- XXII Legislatura
  - (1904 - 1908): Agustín Lozano
- XXIV Legislatura
  - (1908 - 1910): Juan Fenochio
- XXV Legislatura
  - (1910 - 1912): José González Ortega
- XXVI Legislatura
  - (1912 - 1913): Aquiles Elorduy

- L Legislatura
  - (1976 - 1979): Julián Macías Pérez
- LI Legislatura
  - (1979 - 1994): Gonzalo García García
- LVI Legislatura
  - (1994 - 1997): Carlos Pérez Rico
- LVII Legislatura
  - (1997 - 1998): Esaú Hernández Herrera
- LVIII Legislatura
  - (2000 - 2003): José Antonio García Leyva
- LIX Legislatura
  - (2003 - 2006): Rafael Flores Mendoza
- LX Legislatura
  - (2006 - 2009): Francisco Javier Calzada Vázquez
- LXI Legislatura
  - (2009 - 2012): Samuel Herrera Chávez
- LXII Legislatura
  - (2012 - 2015): Barbara Romo Fonseca
- LXIII Legislatura
  - (2015 - 2018): Aracelí Guerrero Esquivel
- LXIV Legislatura
  - (2018 - 2021): Samuel Herrera Chávez
- LXV Legislatura
  - (2021 - 2024): Carolina Dávila Ramírez

## Elecciones de 2009
|  | Partido Acción Nacional                        |  | Lilia Alejandra Levy Jiménez       |
|  | Partido Revolucionario Institucional           |  | Roberto Luévano Ruiz               |
|  | Partido de la Revolución Democrática           |  | Samuel Herrera Chávez              |
|  | Coalición Salvemos a México (PT, Convergencia) |  | José Alfredo Barajas Romo          |
|  | Partido Verde Ecologista de México             |  | José Luis González Sosa            |
|  | Partido Nueva Alianza                          |  | Natalia Alejandra González Infante |
|  | Partido Socialdemócrata                        |  | Cruz Carlos Valadez Domínguez      |